# 483 (tal)

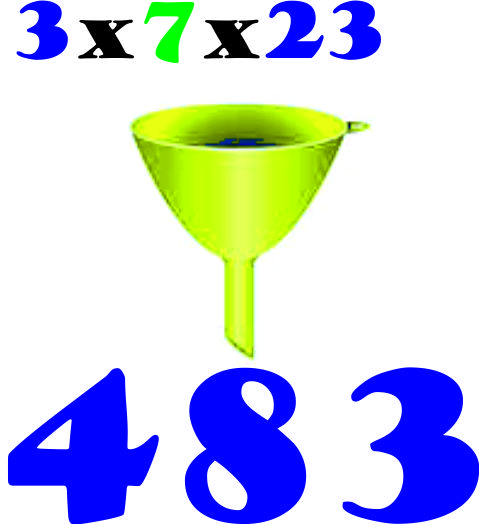
483 är ett sfeniskt tal, dvs. ett tal som kan bildas av tre unika primtalsfaktorer.

483 är det naturliga talet som följer 482 och som följs av 484.

## Matematiska egenskaper
- Hexadecimala talsystemet: 1E3
- Binärt: 111100011
- Delbarhet: 1, 3, 7, 21, 23, 69, 161 och 483
- 496 har primfaktoriseringen 3 · 7 · 23
- Summan av delarna: 768
- 483 är ett udda tal.
- 483 är det 59:e sfeniska talet[2]
- 483 är det 20:e Smith-talet.[a][3]

I numerologin har 483 samband med siffran 6, eftersom 4 + 8 + 3 = 1 + 5 = 6

## Inom vetenskapen
- 483 Seppina, en asteroid i gruppen Cybele-asteroider.

## Fotnoter
1. ↑  Eftersom 4 + 8 + 3 = 15 och siffrorna i primtalsfaktorerna 3 + 7 + 2 + 3 också ger summan 15.